# Машеве (Чорнобильський район)
Машеве (до поч. ХХ ст. Машів) — колишнє село в Україні, за 13 км від ЧАЕС та за 30 км від колишнього райцентру — міста Чорнобиль, в Іванківському районі Київської області. До 1986 року входило до складу Чорнобильського району. Розташоване біля кордону з Білоруссю.
Одна з перших писемних згадок про село датоване 1685 роком. У давні часи у селі була церква, перенесена згодом у сусіднє Красне.
1864 року у селі мешкало 314 осіб, 1887 року — 522 особи.
1900 року у 106 дворах мешкало 687 мешканців, що займалися здебільшого хліборобством. У селі було 2 вітряки.
Довідкове видання «Історія міст і сіл УРСР» 1971 року подає такі дані про село:
«Машеве — село, центр сільської Ради, розташоване за 30 км від районного центру і за 9 км від залізничної станції Зимовище. Населення — 596 чоловік. Сільській Раді підпорядкований населений пункт Красне. У Машевому знаходиться відділок радгоспу „Прип'ятський“, центральна садиба якого — в селі Зимовищі. У селі є середня школа, клуб, бібліотека, лікарня.»
На межі 1970-80-х рр. у селі проживало близько 380 мешканців.
Напередодні аварії на ЧАЕС у селі проживало 292 мешканці, налічувався 161 двір.
Після аварії на станції 26 квітня 1986 село було відселене внаслідок сильного забруднення, мешканці переселені у села Лукаші та Рудницьке Баришівського району. Офіційно зняте з обліку 1999 року за відсутністю жителів.
Після Чорнобильської катастрофи село увійшло до 10-кілометрової зони відчуження.
Частина села згоріла під час лісових пожеж у 1992 році.
З кінця лютого до 1 квітня 2022 року село було окуповане російськими військами.